# 徐家汇中心项目
上海徐家汇中心（ITC）是位于中国上海市徐汇区的一个地产发展项目，建成時是浦西第一高樓。

## 项目概况
项目包含2座超高层办公楼，1座高层酒店，7层商业裙房和6层地下室。

## 历史
2013年9月5日由新鸿基地产通过竞投夺得发展权。目前該項目已命名為徐家匯國貿中心（前稱上海國貿中心），由Lead8、美国PCPA及巴馬丹拿設計；其中首期由呂元祥建築師事務所設計，已於2016年年底啟用（包括一個商場及2幢7層高寫字樓）；而剩餘部分（包括若干幢高於200米的摩天大樓）亦已展開地基工程。
2022年7月31日，徐家汇中心T1塔楼通过综合竣工验收。
2022年10月20日，徐家汇中心T2塔楼核心筒完成封顶。 2023年9月20日，徐家汇中心T2塔楼完成结构封顶。
建成后高达370米，将取代320米高的白玉兰广场，成为“浦西第一高楼”。

## 事故
2023年2月9日晚，上海地铁徐家汇站外工地内管道破裂，大量水流通过风井涌入轨行区影响正常运营。
据报道，T2塔楼核心筒完成结构封顶时，工程建设与运营中的地铁11号线车站为“零距离”，与9号线隧道最近距离为10米。工程还紧邻交通繁忙的虹桥路和宜山路，道路下重要管线密集；T2塔楼完成结构封顶时，裙房建造在轨交9号线地铁上盖，基坑下方距离地铁9号线最近的距离不超过5米。是为事故发生时在同一位置的在建工程。